# ريفابنتين
ريفابنتين هو عقار مضاد حيوي يستخدم لعلاج السل.